# Уоянское эвенкийское сельское поселение
Се́льское поселе́ние «Уоянское эвенкийское» (бур. Уоянын Эвенкын hомон) — муниципальное образование в Северо-Байкальском районе Бурятии Российской Федерации.
Административный центр — посёлок Уоян.

## История
Статус и границы сельского поселения установлены Законом Республики Бурятия от 31 декабря 2004 года № 985-III «Об установлении границ, образовании и наделении статусом муниципальных образований в Республике Бурятия»

## Население
| 2002 | 2011 | 2012 | 2013 | 2014 | 2015 | 2016 |
| ---- | ---- | ---- | ---- | ---- | ---- | ---- |
| 428  | ↘331 | ↘325 | ↘312 | ↘298 | ↗300 | ↘285 |
| 2017 | 2018 | 2019 | 2020 | 2021 | 2023 | 2024 |
| ↗294 | ↗295 | ↘293 | ↘286 | ↘281 | ↘276 | ↘274 |
| 2025 |      |      |      |      |      |      |
| ↘268 |      |      |      |      |      |      |

## Состав сельского поселения
| № | Населённый пункт | Тип населённого пункта          | Население |
| - | ---------------- | ------------------------------- | --------- |
| 1 | Уоян             | посёлок, административный центр | ↘274      |